# 1942 (datorspel)
1942 är ett arkad-shoot 'em up-spel av Capcom 1984 som senare konverterades till NES, MSX och Commodore 64. Spelet var det första i 1940-serien och följdes av 1943: The Battle of Midway.
Spelet utspelar sig i Asien och Stilla havet under andra världskriget. Målet är att nå Tokyo och förstöra det japanska flygvapnet. Spelaren styr ett amerikanskt Super Ace-flygplan genom totalt 32 nivåer och skjuter ned fiendeflygplan som dyker upp på skärmen.

### Fotnoter
1. ↑  Tobias Bjarneby (17 november 2005). ”En tidsresa i spel” (på svenska). Aftonbladet. http://www.aftonbladet.se/nojesbladet/spela/recensioner/article10710742.ab. Läst 22 juni 2017.